# کویچی ایشیموری
کویچی ایشیموری (انگلیسی: Koichi Ishimori؛ زادهٔ ۲ دسامبر ۱۹۶۱) کشتی‌گیر اهل ژاپن بود.